# National Grand Bank
O Grande Banco Nacional de Marblehead é um banco com sede em Marblehead, Massachusetts. Foi nomeado em homenagem aos bravos "homens de Marblehead" e suas perigosas viagens de pesca.

## História
O banco foi fundado em 1831 como o Grande Banco, um banco estatal que serve marinheiros e comerciantes.
Em 31 de dezembro de 1964, recebeu uma carta bancária federal e foi renomeada para National Grand Bank of Marblehead.
Em 2002, o banco abriu uma agência operada por estudantes na Marblehead High School.